# Ключики (Красноуфимский округ)
Ключики — село в Красноуфимском округе Свердловской области. Входит в состав Ключиковского сельского совета.

## География
Населённый пункт расположен в истоке ручья Каменный в 10 километрах на северо-северо-запад от административного центра округа — города Красноуфимск.

### Часовой пояс
Ключики как и вся Свердловская область, находится в часовой зоне МСК+2. Смещение применяемого времени относительно UTC составляет +5:00.

## Население
| 2002 | 2010 | 2021 |
| ---- | ---- | ---- |
| 670  | ↘652 | ↘543 |

## Улицы
Село разделено на пять улиц (Мира, Первомайская, Советская, Студенческая, Трактовая).